# Eucnide xylinea
Eucnide xylinea là một loài thực vật có hoa trong họ Loasaceae. Loài này được C.H.Müll. mô tả khoa học đầu tiên năm 1942.